# Dialeges scabricornis
Dialeges scabricornis är en skalbaggsart som beskrevs av Schwarzer 1929. Dialeges scabricornis ingår i släktet Dialeges och familjen långhorningar. Inga underarter finns listade i Catalogue of Life.